# Parque nacional de Dudhwa
El Parque Nacional de Dudhwa está localizado a lo largo de la frontera India-Nepal, en el distrito de Lakhimpur Kheri en el estado de Uttar Pradesh, aproximadamente a 450 kilómetros de Delhi. Cubre un área aproximada de 490 a 500 km², con una zona colchón de 190 kilómetros cuadrados. Forma parte de la reserva del tigre de Dudhwa.
Representa uno de los pocos ejemplos que quedan de ecosistema "terai" productivo y muy diverso, que sostiene un amplio número de especies en peligro de extinción, y otras de distribución restringida.
Está catalogado por la IUCN como un parque de categoría II. La zona se protegió en 1958 como santuario de animales para el ciervo de Duvaucel (barasinga). Gracias a los esfuerzos de Billy Arjan Singh se declaró parque nacional en enero de 1977. Aquí se encuentra la casa del conservacionista Arjan Singh. 

## Fauna
El parque sirve de hogar al ciervo dorado de pantano o barasinga. Otros animales comunes que hallamos son los tigres y el rinoceronte indio. Además sambar, chital, chacal, mutiaco, ciervo porcino, jabalí, elefante indio o asiático, gato de la jungla, gato de Bengala.
Aparte del ciervo dorado de pantano, hay al menos 37 especies de mamíferos, 16 especies de reptiles y 400 especies de aves. La Reserva natural de Dudhwa, como se dice, tiene 101 tigres y cuatro leopardos. Recientemente, la liebre de hispid también ha sido vista de esta área.  
En 1984 un proyecto de rehabilitación de rinocerontes fue iniciado ya que estos bosques habían sido su hábitat hace 150 años. Cinco rinocerontes fueron trasladados de Assam, pero dos de las hembras murieron debido a las tensiones del transporte. Estas fueron sustituidas en 1985 por más de cuatro hembras procedentes de Nepal.  
El parque tiene una rica avifauna, con más de 350 especies, incluyendo francolín palustre, picatroncos pizarroso y sisón bengalí. Dudhwa también presume de toda una serie de aves migratorias que se asientan aquí en el invierno. Incluye, entre otros, ejemplares de tántalo indio, cigüeña lanuda, jabirú asiático, grulla sarus, varias especies de búhos, pícidas, barbudos asiáticos, alcedinos, minivets, abejeros, bulbules y una variedad de aves de presa.
La mayor parte de las aves del parque son acuáticas, y es encontrada alrededor de los lagos de Dudhwa - sobre todo en Banke Tal. Las marismas son el hábitat de alrededor de 400 especies de aves, residentes y migratorias.    

## Información del parque

### Actividades
El mejor momento para visitar Dudhwa es entre los meses de noviembre y mayo. El parque permanece abierto el público de noviembre a junio, pero hacia el mes de junio está por lo general con la temperatura elevada lo que afecta la comodidad. De preferencia se recomienda los meses de febrero y abril.
Todos los visitantes tienen que conseguir permisos de entrada del Director del Parque, cuya oficina está en la oficina central del distrito de Lakhimpur Kheri. 

### Alojamiento
El alojamiento en el parque está disponible en chozas de tronco y alojamientos en Dudhwa, Sathiana, Bankatti, Kíla y Sonaripur. También en el parque, sobre su periferia sur, existe un alojamiento propiedad de Billy Arjan Singh, el conservacionista que en gran parte ha sido responsable de la fundación de Dudhwa. Otra opción es quedarse fuera del parque; Palia tiene buenos hoteles con servicios básicos. 

## Enlaces de interés
- Dudhwa Homepage
- NIC Dudhwa page